# Sam Kinison
Samuel Burl "Sam" Kinison (8 de dezembro de 1953 – 10 de abril de 1992) foi um comediante stand-up norte-americano. Era conhecido por seu humor intenso, rigoroso e politicamente incorreto.